# 믹수 파텔라이넨
믹수 파텔라이넨(핀란드어: Mixu Paatelainen, 1967년 2월 3일 ~ )은 핀란드의 전 축구 선수이자 현 축구 지도자로 선수 시절 포지션은 공격수였으며 현재 HIFK 포트볼의 감독을 맡고 있다.

## 선수 시절

### 클럽
1985년 FC 하카에 입단하며 프로에 입문한 후 48경기 18골을 기록하며 1985년 핀란드컵 우승에 기여했고 이후 1987년부터 2001년까지 던디 유나이티드, 애버딘 FC, 볼턴 원더러스, 울버햄턴 원더러스, 하이버니언 FC 등 잉글랜드와 스코틀랜드 프로팀에서 통산 393경기 103골을 터뜨리며 볼턴의 1994-95 잉글랜드 풋볼 1부 리그 우승, 1996-97 풋볼 리그 1부 우승, 하이버니언의 스코틀랜드 1부 리그 1998-99 시즌 우승에 이바지했으며 2000년 10월에는 스코티시 프리미어리그 이달의 선수로 선정되는 영예를 안기도 했다.
그리고 2001년 프랑스 리그앙의 RC 스트라스부르로 이적하여 2002년까지 몸 담았지만 단 7경기 출장에 그쳤고 2002년 스코틀랜드로 복귀하여 하이버니언 FC, 세인트 존스턴, 세인트 미렌, 카우덴비스 FC 등에서 활동한 뒤 2005년 현역에서 물러났다.

### 국가대표팀
1986년 9월 9일 핀란드 A대표팀 소속으로 동독과의 친선 경기에서 국제 A매치 데뷔전을 치렀으며 이후 1990년 FIFA 월드컵 유럽 지역 예선, 1994년 FIFA 월드컵 유럽 지역 예선, UEFA 유로 1996 예선, 1998년 FIFA 월드컵 유럽 지역 예선, UEFA 유로 2000 예선 등 A매치 통산 70경기에 출전하여 18골의 기록을 남긴 뒤 2000년 국가대표팀 유니폼을 반납했다.

## 지도자 생활
2005년 현역에서 물러난 직후 친정팀인 카우덴비스 FC의 감독으로 부임하자마자 2005-06 시즌 스코틀랜드 3부 리그 우승을 이끌었고 이후 2006년부터 2007년까지 고국팀인 투룬 팔로세우라의 감독을 맡다가 2008년 친정팀인 하이버니언의 감독으로 복귀하여 팀을 2007-08 시즌 리그 6위, 2008년 UEFA 인터토토컵 2라운드 진출, 2008-09 시즌 리그 6위의 성적을 이끌었고 2010년 킬마녹 FC의 감독을 맡아 비록 2009-10 시즌에서는 11위에 그치긴 했지만 2010-11 시즌에서는 킬마녹을 리그 5위까지 끌어올리며 스코티시 프리미어리그 이달의 감독상을 3번 수상하는 기염을 토했다.
그리고 2011년 3월 31일 핀란드 대표팀의 사령탑으로 선임되어 2015년 6월 14일까지 4년동안 2014년 FIFA 월드컵 유럽 지역 예선, UEFA 유로 2016 예선 등 국제 대회에서 팀을 지휘하며 A매치 44경기 17승 11무 16패의 나쁘지 않은 승률을 거두었고 이후 2015년부터 2016년까지 던디 유나이티드의 감독을 역임한 뒤 2018년에는 태국 2부 리그의 우본 유나이티드의 감독을 맡으며 처음으로 아시아 무대에 진출했다가 3개월만에 물러났다.
이후 같은 해 5월 라트비아 축구 국가대표팀의 감독을 맡아 라트비아를 2018년 발틱컵 정상의 자리에 올려놓았으며 이듬해인 2019년부터 홍콩 축구 국가대표팀 감독으로 선임되어 같은 해에 열린 2019년 EAFF E-1 풋볼 챔피언십에서 홍콩의 결승 리그 진출을 지휘했다.
그리고 2023년 AFC 아시안컵 예선을 겸한 2022년 FIFA 월드컵 아시아 지역 2차 예선 C조에서 캄보디아를 상대로 1승 1무(1차전 1-1 무, 5차전 2-0 승)를 기록했고 2004년 AFC 아시안컵 4위팀인 강호 바레인을 상대로도 4차전에서 무승부를 거두는 등 선전하며 2023년 AFC 아시안컵 3차 예선 진출을 이끈 뒤 2021년 6월 30일 홍콩 국가대표팀 사령탑 자리에서 물러났으며 후임으로는 예른 안데르센 전 인천 유나이티드 감독이 선임되었다.